# Takamure Itsue
Takamure Itsue (高群 逸枝) (19 de janeiro de 1894 - 7 de junho de 1964) foi uma poeta, escritora, feminista, etnóloga e historiadora japonesa.
Por volta de 1926 ela aproximou-se do movimento libertário e juntou-se ao Movimento Camponês Autónomo de Yasaburo Shimonaka que defendia o retorno à terra.
Em janeiro de 1930 está entre as fundadoras da Liga artística das mulheres proletárias (Musan fujin geijutsu renmei), da qual também fundou o órgão da liga, Fujin sensen (A Frente Feminina), que publicou 16 números de 1930 a junho de 1931.